# EDU (Hochschule)
EDU war eine private höhere Bildungseinrichtung, die 2018 in Kalkara (Malta) gegründet wurde, jedoch dort nicht als Universität registriert war, und ein Onlinestudium für internationale Studenten im Fach Medizin anbot. Das Studium sollte zu den Abschlüssen Bachelor of Medicine (B.Med.) und Masters of Medicine (MMed) führen. Die ersten Absolventen des Masterstudiengangs waren für 2025 angekündigt worden. Die Anerkennung der Abschlüsse als Voraussetzung für die Approbation und damit die Erlaubnis zur Berufsausübung als Arzt war aber weder in Deutschland noch in anderen Ländern einschließlich Malta selbst gewährleistet. Am 23. November 2023 wurde in Malta ein Antrag beim Civil Court (Commercial Section) zur Auflösung und Abwicklung der Trägergesellschaft eingereicht.

## Allgemeines
Die Hochschule wurde 2018 durch Evarist Bartolo, damals Minister für Bildung und Arbeit der Republik Malta, zugelassen. Sie war bis zum 26. Juni 2024 als „Higher Education Institution“ lizenziert.
Trägerin war die Digital Education Holdings Ltd.
Durch die Malta Further and Higher Education Authority (MFHEA) waren folgende Studiengänge akkreditiert:
- Bachelor of Education – Early Childhood (180 ECTS)
- Bachelor of Medicine  (180 ECTS)
- Master of Medicine (120 ECTS)
- Philosphical Doctorate[7]

Die beiden größten Anteilseigner der Betreiberfirma Digital Education Holdings Ltd. waren die brandenburgischen Beteiligungsgesellschaften Spevde GmbH mit 34,9 % und Panta Rhei GmbH mit 27,8 %. Die restlichen Anteile verteilten sich auf 12 weitere Beteiligungsgesellschaften und Einzelpersonen, die jeweils weniger als 7 % des Unternehmens halten. Sitz des Unternehmens war ein Coworking Space auf Malta.
Bei der Panta Rhei GmbH handelt es sich um die Beteiligungsgesellschaft des Geschäftsführers und Verwalters des Lehrbetriebs Jürgen Laartz.
Sprecher der Gründungsfakultät war der Bonner Anästhesist Andreas Hoeft, der im November 2020 verstarb. Im Juni 2023 wurde Geertjan Wesseling, ehemaliger Professor und Chefarzt der Universitätsklinik der Universität Maastricht, zum Dekan ernannt.

## Studium
Die Teilnahme am Studium setzte keinen Wohnsitz in der Republik Malta voraus. Der Studienbeginn wäre in der Regel zu sechs Startterminen pro Jahr möglich gewesen.
Bewerber benötigten die allgemeine Hochschulreife. Ein dreistufiger Aufnahmeprozess beinhaltete ein Motivationsschreiben, einen Online-Test und ein Interview mit Lehrkräften. Insofern war die Zulassung gemäß Definition eines Numerus clausus ebenfalls grundsätzlich begrenzt.
Das Studienjahr war in drei Trimester untergliedert, in denen jeweils 10 Wochen englischsprachiger Online-Fernunterricht für die theoretischen Inhalte und anschließend vier Wochen praktischer Unterricht in einem Lehrkrankenhaus in der Landessprache stattfand.
Deutsche Krankenhäuser der Helios-Gruppe und andere Klinikgruppen sollten die zugehörigen praktischen Ausbildungsinhalte vermitteln. Im September 2023 wurden sieben angegeben: die Helios-Kliniken in Gotha, Hildesheim und Wiesbaden; Marien-Haus-Kliniken in Ahrweiler, Bitburg und Neuwied sowie das St. Nikolaus Stiftshospital in Andernach.
EDU erhob jährlich Studiengebühren in Höhe von 19.500 €. Es wurde auf die Möglichkeit von Stipendien und andere Finanzierungshilfen hingewiesen. Die Regelstudienzeit betrug beim Bachelorstudiengang Medizin drei Jahre (9 Trimester) und beim anschließenden Masterstudiengang 2,5 Jahre (6 Trimester). Die Ausbildungsinhalte orientierten sich an den Lernzielkatalogen anderer Staaten.
Im November 2018 begann man mit acht Studierenden. Nach eigenen Angaben waren im Mai 2023 97 Studierende immatrikuliert.
Der „Review Report“ der Universität Maastricht, der im Rahmen der Supervision im November 2022 veröffentlicht wurde, meint, dass sich EDU verglichen mit den meisten anderen Universitäten während der COVID-19-Pandemie als besser ausgerüstet erwies, das Programm auf dem üblichen Niveau fortzusetzen, was bei einem ohnehin reinen Online-Studium aber auch nicht anders zu erwarten war. Das Master-Programm konnte nur auf Grundlage des Designs bewertet werden, weil die ersten 11 Studierenden erst kurz zuvor damit begonnen hatten. Kritisiert wurde das Fehlen von Skills Labs für Studenten vor den ersten Patientenkontakten. Weiterhin wurde die fehlende Struktur der Lehrtätigkeit in den Krankenhäusern angemerkt.

## Anerkennung des Abschlusses
Die Bundesärztekammer (BÄK) und die Deutsche Hochschulmedizin (der Zusammenschluss der Universitätskliniken und der Medizinischen Fakultäten in Deutschland) wiesen 2018 darauf hin, dass noch viele Fragen zur Ausgestaltung dieser Form des Medizinstudiums offen seien. Insbesondere die Qualität des Studiums und die Qualifikation der Lehrenden und Prüfenden hielten BÄK und der Medizinische Fakultätentag (MFT) für fraglich.
Die „höhere Bildungseinrichtung“ besitze keine Zulassung als Universität. Daher sei eine Anerkennung der Abschlüsse in Deutschland gemäß Berufsanerkennungsrichtlinie, die für den Arztberuf ein Studium an einer Universität oder unter Aufsicht einer Universität vorschreibt, gegenwärtig nicht möglich. Studierwilligen Interessenten wurde empfohlen, angesichts der im Verhältnis hohen Studiengebühren zuzüglich weiterer Kosten „dieses Studienangebot sorgfältig auf seine Tragfähigkeit und vor allem auf die Ermöglichung des angestrebten Studienziels zu prüfen“.
Auch die maltesische Ärztegesellschaft äußerte gegenüber dem maltesischen Bildungsminister Bedenken. Sie befürchtete eine Hintertür für Ärzte mit fragwürdigen Qualifikationen, um in EU-Krankenhäusern zu arbeiten. Der Ruf Maltas als Exzellenzzentrum für die medizinische Ausbildung sei gefährdet.
EDU und ihre Kooperationspartner stellten weiterhin die Approbation und Anstellungsverhältnisse in Aussicht.
Als die EDU im April 2019 von der erfolgreichen Akkreditierung des Master-Studienprogramms in Malta berichtete, warnte die BÄK erneut, dass dieser Studiengang die Bedingungen der Berufsanerkennungsrichtlinie möglicherweise nicht erfülle.
2020 stellte die Zentralstelle für ausländisches Bildungswesen (ZAB) im Sekretariat der Kultusministerkonferenz (KMK) nach detaillierter Prüfung fest, dass der Masterabschluss des EDU-Medizinstudiengangs nicht unter die automatische Berufsanerkennung innerhalb der Europäischen Union (EU) gemäß der EU-Richtlinie fällt und daher auch nicht zur Approbation als Arzt oder Ärztin in Deutschland führt. Auch in Malta werde der Masterabschluss der EDU nicht als ärztliche Qualifikation anerkannt. Darüber hinaus müsse dort im Anschluss an das Medizinstudium ein praktischer Dienst absolviert werden, zu dem EDU-Studierende jedoch nicht zugelassen würden.
Im Februar 2021 stellte die maltesische Akkreditierungsbehörde MFHEA klar, dass die Akkreditierung des Studienprogramms noch nicht bedeute, dass die Absolventen den Beruf als Arzt ausüben dürften. Dies sei erst möglich, wenn der Medical Council Malta oder äquivalente Gesundheitsbehörden in anderen EU-Ländern den Abschluss als ärztliche Berufsqualifikation anerkennen würden. Die MFHEA habe nicht diese Kompetenz. Sie könne und werde daher Behauptungen oder Versprechen von EDU, die Kurse könnten zur Berufserlaubnis als Arzt führen, nicht bestätigen.
Die Bundesärztekammer bekräftigte auf Nachfrage ihre Zweifel, ob das Studium den Anforderungen der Richtlinie 2005/36/EG über die Anerkennung von Berufsqualifikationen genüge, weil die EDU in Malta nicht als Universität, sondern als höhere Bildungseinrichtung registriert sei. Auch habe ihr der Medical Council von Malta zuletzt im November 2021 bestätigt, dass das Studium an der EDU nicht die Anforderungen der EU-Richtlinie erfüllt. Interessenten müssten also abwägen, ob sie ein Studium bei unklarer Anerkennungsfähigkeit in Deutschland „riskieren“ wollen.
Im Februar 2020 wurde zur Qualitätssicherung eine Kooperation der EDU mit der Faculty of Health, Medicine and Life Sciences (FHML), einer Institution der Universität Maastricht vereinbart. Der im November 2022 veröffentlichte „Review Report“ über die Supervision des laufenden Programms vertritt die Meinung, dass das EDU-Programm die Anforderungen von Absatz 24 der Richtlinie 2005/36/EG über die Anerkennung von Berufsqualifikationen vollumfänglich erfüllt.
Die Betreibergesellschaft Digital Education Holdings Ltd. wies in ihrem Jahresabschluss zum 31. Dezember 2021 einen Jahresfehlbetrag von EUR 2,8 Mio. und einen nicht durch Eigenkapital gedeckten Fehlbetrag von EUR 1,0 Mio. aus.
Im Dezember 2022 leitete EDU ein juristisches Verfahren gegen die Regierung von Malta ein mit dem Vorwurf, dortige Behörden hätten durch jahrelanges Verzögern verhindert, dass die EDU-Absolventen eine Berufsanerkennung als Ärzte bekommen können.
Das Verwaltungsgericht Braunschweig urteilte am 26. Januar 2023, dass Studierende der EDU im Bachelor-Studiengang nach BAföG Leistungen erhalten können, wenn die anderen Kriterien erfüllt sind, da die EDU eine akkreditierte, staatlich anerkannte Hochschule maltesischen Rechts sei, die die Kriterien der institutionellen Gleichwertigkeit erfüllt.
Einer im Februar 2023 veröffentlichten Online-Petition von EDU-Studenten auf change.org zufolge hätten die Investoren entschieden, Insolvenz anzumelden. Eine Gruppe von Studierenden überbrachte persönlich Briefe an die Bildungs- und Gesundheitsbehörden und vereinbarte ein Treffen mit dem Medical Council Malta.
Bis Oktober 2023 wurde kein Insolvenzantrag gestellt, jedoch wurde am 24. Oktober 2023 ein Insolvenzantrag für das deutsche Tochterunternehmen Candena GmbH gestellt und es am 5. Januar 2024 liquidiert. 2024 war das Unternehmen Digital Education Holdings Ltd. in Malta in Auflösung begriffen.